# Youssoufa Maïga
Youssoufa Mamadou Maïga (* 1943 in Téra) ist ein nigrischer General, Politiker und Diplomat.

## Leben
Youssoufa Maïga wurde im zu Téra gehören Dorf Laatabakyé geboren. Er besuchte die katholische Missionsschule in Niamey, das Collège de Lasalle in Ouagadougou, das Lycée National de Niamey und das Lycée Maréchal Ney in Saarbrücken. Ab 1964 arbeitete er bei der als Teil der Streitkräfte Nigers organisierten Gendarmerie. Dort fand er bald in höheren Positionen Verwendung, so als Gruppenkommandant in Agadez, Zinder, Tahoua und Maradi und ab 1977 als stellvertretender Korpschef.
Maïga wechselte 1980 in die Zivilverwaltung und wurde Präfekt des Departements Tahoua. Niger wurde in dieser Zeit vom Obersten Militärrat unter Seyni Kountché beherrscht. Viele politische Ämter waren mit Militärs besetzt. 1981 wurde Youssoufa Maïga Unterrichtsminister Nigers. Dieses Amt verlor er 1982, als sich das Regime bemühte, verstärkt Zivilisten mit hohen politischen Funktionen zu betrauen. Von 1982 bis 1984 leitete er als Korpschef die Gendarmerie des Landes.
Youssoufa Maïga arbeitete im Anschluss für mehrere Jahre im diplomatischen Dienst. Er war von 1984 bis 1987 Militärattaché an der Botschaft Nigers in den Vereinigten Staaten. Der Botschafter war in dieser Zeit Joseph Diatta. Von 1987 bis 1992 amtierte Maïga als Botschafter Nigers in der Bundesrepublik Deutschland. Er war als Botschafter ferner in Dänemark, Finnland, Norwegen und Schweden sowie beim Heiligen Stuhl akkreditiert.
Bei den freien Präsidentschaftswahlen in Niger von 1993 nach dem Ende der Militärherrschaft ging Mahamane Ousmane als Wahlsieger hervor. Maïga, der anfangs als enger Vertrauter von Staatspräsident Ousmane galt, wurde noch im selben Jahr zum Generalinspektor der nigrischen Streitkräfte ernannt. Danach wirkte er ab 1994 als persönlicher Stabschef des Staatspräsidenten. Im Anschluss übernahm er 1995 als Oberkommandant erneut die Leitung der Gendarmerie.
Veränderte Mehrheitsverhältnisse in der Nationalversammlung führten zu einer gegenseitigen Blockadepolitik mit Staatspräsident Ousmane. Die politische Führung wurde daraufhin 1996 bei einem Militärputsch abgesetzt. Von Januar bis Dezember 1996 übernahm eine Militärjunta, der Rat des nationalen Wohls unter der Führung von Ibrahim Baré Maïnassara die Macht im Staat. Youssoufa Maïga war als deren stellvertretender Vorsitzender die Nummer 2 der Junta. Er behielt seinen Posten als Oberkommandant der Gendarmerie und wurde zudem zum Brigadegeneral befördert. Die Entscheidung Baré Maïnassaras, die Macht nicht wieder abzugeben, sondern selbst bei den Präsidentschaftswahlen am 7. und 8. Juli 1996 anzutreten, führte zu einer Entfremdung mit Maïga.
Unter Staatspräsident Baré Maïnassara wurde Maïga 1997 als Botschafter Nigers nach Algerien geschickt. Dies blieb er auch nach dem gewaltsamen Tod Baré Maïnassaras im Jahr 1999 bis ins Jahr 2002, als er zunächst in den Ruhestand ging. Die Regierung von Staatspräsident Mahamadou Issoufou bestimmte Youssoufa Maïga 2011 zum Gouverneur der Region Tillabéri. 2013 wurde Maïga stattdessen Präsident der staatlichen Kommission für die Kontrolle und Einsammlung unerlaubter Waffen.

## Ehrungen
- Großoffizier des Nationalordens Nigers
- Kommandeur der Ehrenlegion
- Kommandeur des Nationalordens Guineas[1]